# Bâra (gmina)
Bâra – gmina w Rumunii, w okręgu Neamț. Obejmuje miejscowości Bâra, Negrești i Rediu. W 2011 roku liczyła 1680 mieszkańców.